# 扎比爾亞 (基輔州)
50°19′17″N 30°13′2″E / 50.32139°N 30.21722°E

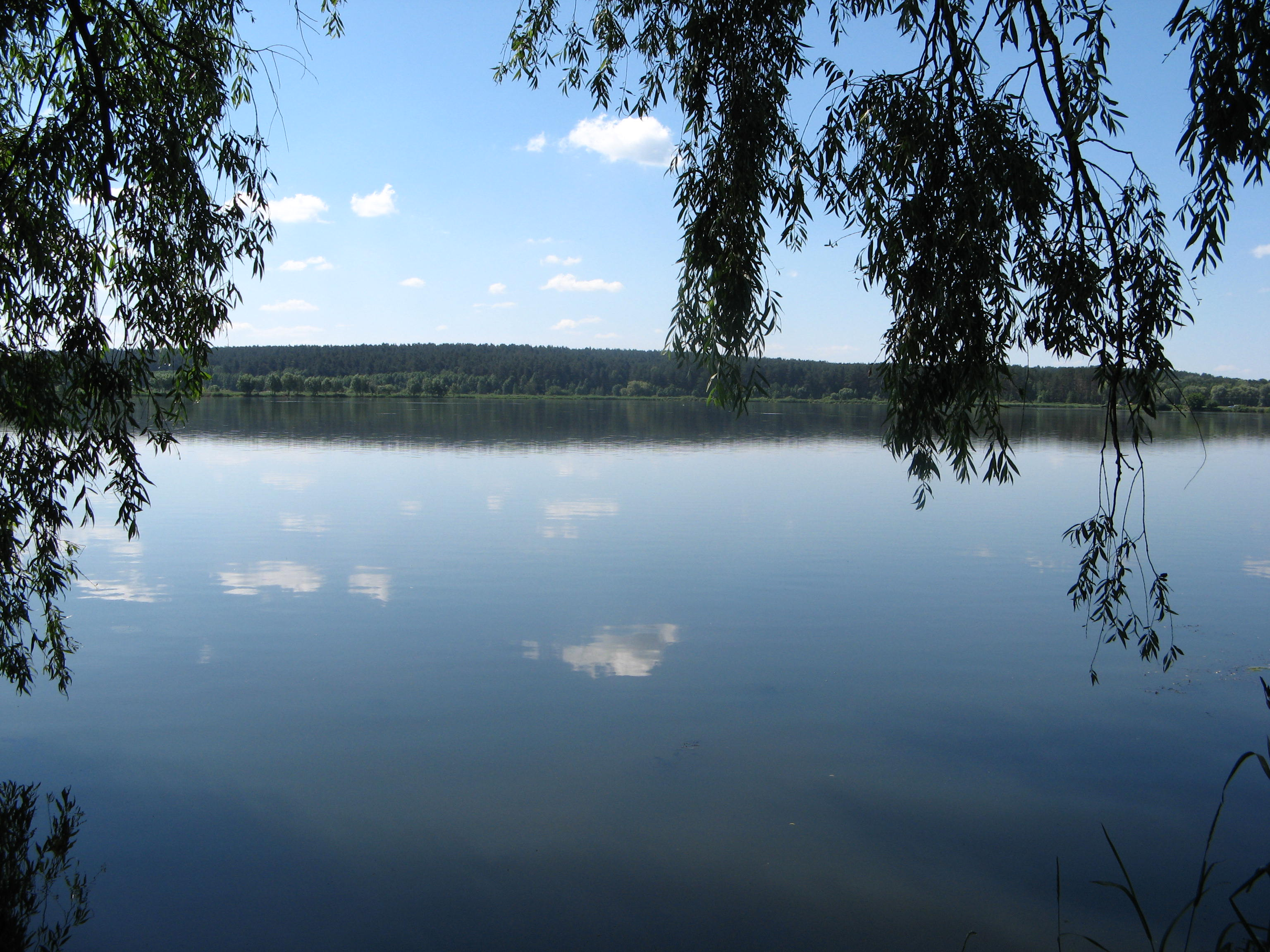
湖景

扎比爾亞（烏克蘭語：Забір'я）是位於烏克蘭北部的村莊，由基辅州法斯蒂夫區的博亞爾卡市鎮負責管轄。該村始建於1607年，面積2.36平方公里，海拔高度140米，2023年人口3,025，人口密度每平方公里747.8人。